# Njakafjäll
Njakafjäll este o arie protejată (arie specială de conservare — SAC, sit de importanță comunitară — SCI) din Suedia întinsă pe o suprafață de 6.193,4 ha, integral pe uscat.

## Localizare
Centrul sitului Njakafjäll este situat la coordonatele 64°57′48″N 15°39′58″E / 64.9632°N 15.6662°E.

## Înființare
Situl Njakafjäll a fost declarat sit de importanță comunitară în mai 2006 pentru a proteja un număr necunoscut de specii din flora spontană și fauna sălbatică aflate în arealul zonei. Situl a fost protejat și ca arie specială de conservare în ianuarie 2014.

## Biodiversitate
Situată în ecoregiunile alpină și boreală, aria protejată conține 13 habitate naturale: Izvoare fino-scandinave și mlaștini produse de izvoare bogate în minerale, Mlaștini alcaline, Cursuri de apă de la nivel de câmpie la nivel montan, cu vegetație Ranunculion fluitantis și Callitricho-Batrachion, Mlaștini turboase de tranziție și turbării mișcătoare, Pajiști alpine și boreale, Grohotișuri silicioase de la nivelul montan până la nivelul zăpezii (Androsacetalia alpinae și Galeopsietalia ladani), Păduri fino-scandinave bogate în ierburi cu Picea abies, Păduri nordice subalpine/subarctice cu Betula pubescens ssp. czerepanovii, Taiga vestică, Lacuri și iazuri distrofice naturale, Turbării Aapa, Mlaștini împădurite, Pante stâncoase silicioase cu vegetație casmofită.
La baza desemnării sitului se află un număr nedeclarat de specii protejate.